# Дейвид Сушей
Дѐйвид Су̀шей, CBE (собственото име на английски, фамилията на африкаанс: David Suchet, произн. [ˈsuːʃeɪ]) е английски филмов, театрален и телевизионен актьор, носител на награда „Еми“ и номиниран за две награди „Сателит“ и три награди на БАФТА. Сушей е известен най-вече със забележителното си превъплъщаване на телевизионния екран в образа на великия детектив Еркюл Поаро от романите на Агата Кристи.
Дейвид Сушей е командор на Британската империя от 2011 г. заради приноса му към драматургията.

## Семейство
Дейвид Сушей е роден на 2 май 1946 г. в град Лондон, Англия. Произхожда от семейството на литовски евреи, които емигрират в РЮА в края на XIX век. Тяхната истинска фамилия е Сушедовиц, но баща му Джак Сушей (1908 – 2001), по професия лекар-гинеколог, я преименува на Сушей след заселването им в РЮА. Майката на Дейвид Джоуън Патриша (1916 – 1992) е актриса. Дейвид има двама братя – Джон и Питър, като Джон Сушей е известен телевизионен водещ, а по-малкият брат Питър е лекар. Женен е от 1976 г. за актрисата Шийла Ферис. Имат син Робърт и дъщеря Катрин.

## Кариера
Дебютира в киното през 1970 г. с участие в сериала „The Mating Machine“. През периода 1989 – 2013 г. е участвал в 70 епизода в ролята на Поаро, като е продуцент на 13 от тях. До 2014 се е снимал в общо над 90 филма и сериала.